# Kontrafagott
| Kontrafagott                                                                   |
| ------------------------------------------------------------------------------ |
| englisch: contrabassoon, italienisch: controfagotto, französisch: contrebasson |
|                                                                                |
| Klassifikation                                                                 |
| Aerophon Holzblasinstrument mit Doppelrohrblatt                                |
| Tonumfang                                                                      |
|                                                                                |
| Verwandte Instrumente                                                          |
| Fagott                                                                         |

Das Kontrafagott ist ein Musikinstrument mit Doppelrohrblatt, der tiefste Vertreter der Holzblasinstrumente im Orchester. Der Name kommt von der Kontra-Oktave, deren profunde Töne es erzeugen kann, baulich ist es im Prinzip ein auf das Doppelte verlängertes Fagott (früher auch Quart-Fagott und italienisch Fagotto doppio genannt; im Englischen gibt es auch die Bezeichnung double bassoon). Im Orchester wird es als Nebeninstrument von Fagottisten gespielt, die das Instrument auch abgekürzt „Kontra“ nennen.

## Aufbau und Funktion
Die Tonerzeugung und der grundsätzliche Aufbau des Kontrafagotts sind identisch mit dem Fagott. Auch die Griffe sind weitgehend gleich, der Klang ist aber um eine Oktave tiefer, weswegen das Kontrafagott ein transponierendes Instrument ist.
Die Röhre ist drei bis vier Mal geknickt, und die schwingende Luftsäule ist durchschnittlich 5,93 m lang. Anders als sein kleiner Bruder kann das Kontrafagott, abgesehen von S-Bogen und Doppelrohrblatt, nicht in mehrere Teile zerlegt werden, da sich die Mechanik der Klappen aufgrund der enormen Größe des Instruments über den ganzen Korpus erstreckt.
Frühe Kontrafagotte hatten als tiefsten Ton das Kontra-C, heute gehen die meisten Instrumente bis zum Subkontra-B oder A, seltener zum As. In dieser tiefen Lage bedeutet ein Halbton allerdings eine Verlängerung der Luftsäule um bis zu 40 cm, oft gibt es daher austauschbare Schallstücke, die man je nach benötigtem tiefsten Ton einsetzen kann, um keinen unnötigen Ballast am Instrument zu haben. In der Höhe ist ungefähr beim klingenden c’ (notiertem c’’) das Maximum erreicht. Die meisten Komponisten gehen nicht über das a hinaus, da der Klang im obersten Register nur dünn und gequält wirkt.

## Geschichte

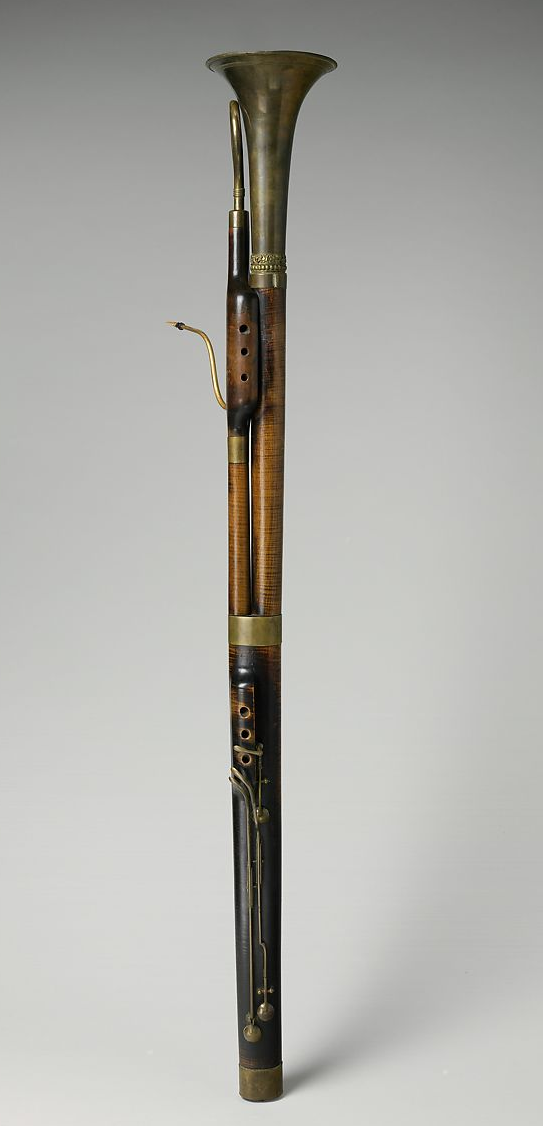
Kontrafagott, hergestellt in Wien in der ersten Hälfte des 19. Jahrhunderts.

Im zweiten Band des Syntagma musicum (Wolfenbüttel 1619) beschreibt Michael Praetorius erste Versuche, der damals großen Gruppe von Fagotten in verschiedenen Stimmungen ein Fagottcontra hinzuzufügen, das nach unten oktaviert. Diese frühen Instrumente waren allerdings, wie die gewöhnlichen Fagotte, in der Röhre nur einmal geknickt und dementsprechend unhandlich zu spielen. Parallel zur Heckelschen Reform des Fagott-Klappensystems wurde auch die Mechanik des Kontrafagotts neu durchdacht und die Röhre mehrfach geknickt.
Dieser Ausschnitt aus  J.S. Bachs Cellosuiten, gespielt auf einem Kontrafagott.ⓘ

## Verwendung in der Musik

### Solistisch
Die Verwendung des Kontrafagotts als Soloinstrument ist vor allem aufgrund der extrem tiefen Lage nur bedingt möglich. Es existiert ein Werk aus der Feder eines bekannteren Komponisten, die Bass-Nachtigall von Erwin Schulhoff, in der eine zweistimmige Fuge (mit rhythmisch versetzten Einsätzen) vorkommt. Konzerte für Kontrafagott und Orchester haben unter anderem Gunther Schuller, Donald Erb und Kalevi Aho komponiert.

### Kammermusik
In der Kammermusik wirkt das Kontrafagott hauptsächlich als Bass für große Bläserbesetzungen mit, wie in Antonín Dvořáks Bläserserenade op. 44 oder Richard Strauss’ Serenade in Es-Dur op. 7.

### Orchester

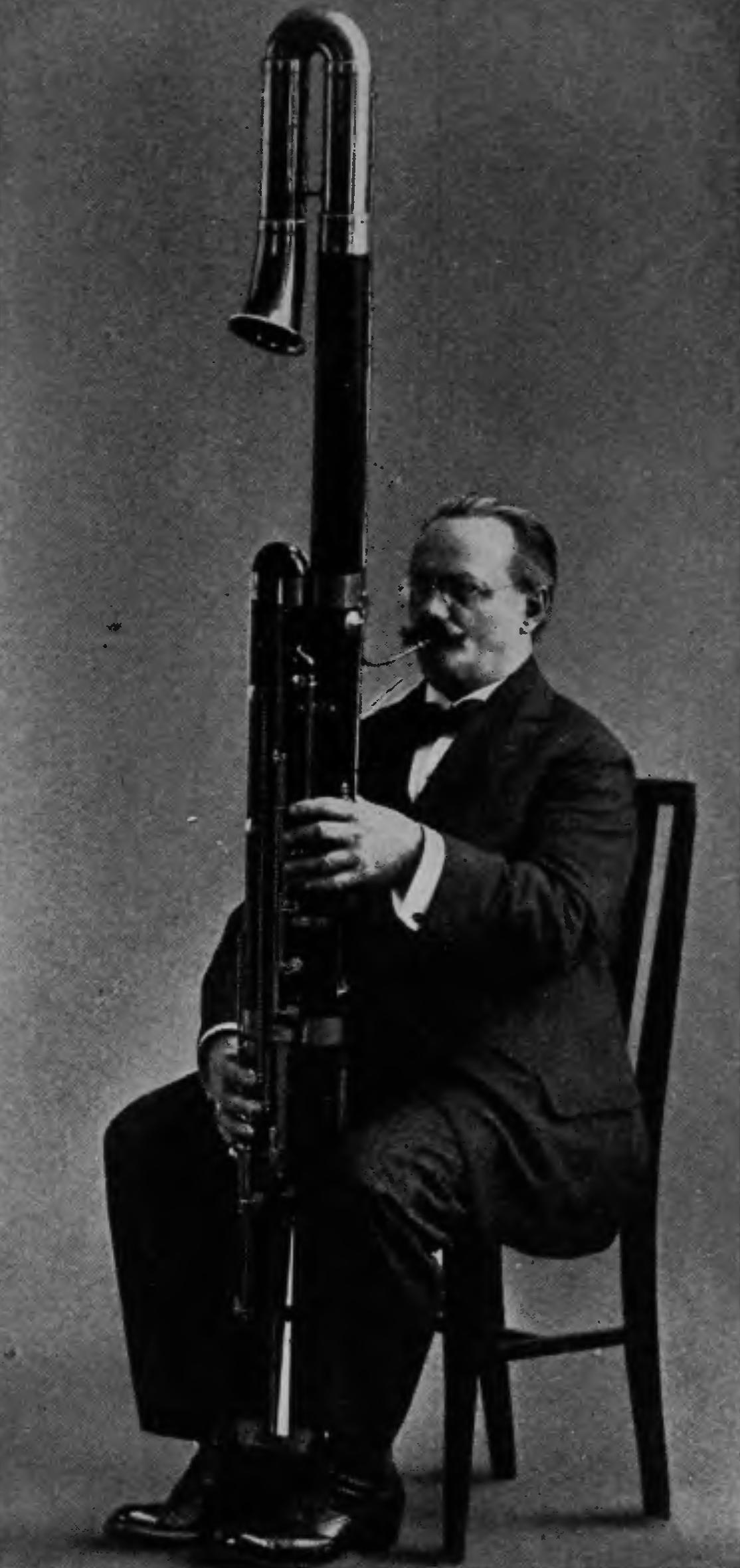
Kontrafagottist der Metropolitan Opera mit einem Instrument in gestreckter Bauform (1917).

Im Barockorchester wurde das Kontrafagott in seltenen Fällen zur Verstärkung der Generalbassgruppe eingesetzt. Belegt ist seine Verwendung bei einer monumentalen Aufführung des Händelschen Messiah und in Johann Sebastian Bachs Johannespassion. Auch in Haydns Oratorium Die Schöpfung ist das Instrument an zwei lautmalerischen Stellen gut hörbar: beim „Brüllen des Löwen“ und bei der Textstelle „Den Boden drückt der Tiere Last“. Ab dieser Zeit, also gegen Ende des 18. Jahrhunderts, wird das Kontrafagott häufiger im Orchester verwendet und zeitweise auch für solistische Aufgaben eingesetzt. Beethoven zum Beispiel verwendet das Kontrafagott sehr charakteristisch im Grabduett seiner Oper Fidelio und in der 5. Sinfonie und 9. Sinfonie.
Bemerkenswert ist, dass Rimski-Korsakow in seiner Instrumentationslehre behauptet, das Kontrafagott sei (ebenso wie die Piccoloflöte) generell nicht zu ausdrucksvollem Klang fähig. Vielleicht aus diesem Grund haben die meisten Komponisten das Instrument solistisch für düstere, unheimliche Effekte eingesetzt: in Verdis Oper Don Carlos begleitet es den Großinquisitor, Richard Strauss lässt seine Salome nach dem Fluch des Jochanaan mit einem Kontra-Solo allein, Maurice Ravel verwendet es in seinem Zyklus Ma mère l’oye im Märchen von der Schönen (Klarinette) und dem Biest (Kontrafagott). Ebenso wird die Anfangsmelodie von Ravels Klavierkonzert für linke Hand vom Kontrafagott gespielt.
Das häufigste Einsatzgebiet des Kontrafagottes ist aber nach wie vor auch heute noch die simple Dopplung der anderen tiefen Bassinstrumente, allen voran der Kontrabässe (demgegenüber doppeln die Fagotte in orchestraler Musik häufig die eine Oktave über den Kontrabässen geführten Celli). Hierbei soll das Kontrafagott vom Hörer in der Regel nicht direkt wahrgenommen werden und lediglich unterschwellig für mehr Substanz und Durchschlagskraft der Basslinie dienen.
Üblicherweise ist das Kontrafagott im Orchester einfach besetzt, während die gewöhnlichen Fagotte auch sehr häufig mehrfach auftreten (z. B. zwei-, drei- oder auch vierfach). Seltener und größtenteils nur für sehr opulente Orchesterzusammensetzungen werden auch zweifach besetzte Kontrafagotte verlangt, wie beispielsweise in Schönbergs Gurre-Liedern.